# Basketball-Bundesliga MVP der Finalserie
Il Basketball-Bundesliga MVP der Finalserie è il premio conferito dalla Basketball-Bundesliga al miglior giocatore delle finali.

## Vincitori
| Stagione  | Nazionalità              | Giocatore          | Squadra           |
| --------- | ------------------------ | ------------------ | ----------------- |
| 2004-2005 | Stati Uniti              | Chris Williams     | Skyl. Francoforte |
| 2005-2006 | Stati Uniti              | Immanuel McElroy   | Cologne 99ers     |
| 2006-2007 | Stati Uniti              | Casey Jacobsen     | Bamberga          |
| 2007-2008 | Stati Uniti              | Julius Jenkins     | Alba Berlino      |
| 2008-2009 | Stati Uniti              | Rickey Paulding    | EWE Oldenburg     |
| 2009-2010 | Stati Uniti              | Casey Jacobsen (2) | Bamberger         |
| 2010-2011 | Stati Uniti              | Kyle Hines         | Bamberger         |
| 2011-2012 | Stati Uniti              | P.J. Tucker        | Bamberger         |
| 2012-2013 | Slovacchia               | Anton Gavel        | Bamberger         |
| 2013-2014 | Stati Uniti              | Malcolm Delaney    | Bayern Monaco     |
| 2014-2015 | Stati Uniti              | Brad Wanamaker     | Bamberger         |
| 2015-2016 | Stati Uniti              | Darius Miller      | Bamberger         |
| 2016-2017 | Francia                  | Fabien Causeur     | Bamberger         |
| 2017-2018 | Germania                 | Danilo Barthel     | Bayern Monaco     |
| 2018-2019 | Bosnia ed Erzegovina     | Nihad Đedović      | Bayern Monaco     |
| 2019-2020 | Stati Uniti              | Marcos Knight      | R. Ludwigsburg    |
| 2020-2021 | Uruguay                  | Jayson Granger     | Alba Berlino      |
| 2021-2022 | Germania                 | Johannes Thiemann  | Alba Berlino      |
| 2022-2023 | Brasile                  | Yago               | Ulma              |
| 2023-2024 | Stati Uniti              | Carsen Edwards     | Bayern Monaco     |
| 2024-2025 | Stati Uniti / Porto Rico | Shabazz Napier     | Bayern Monaco     |